# Хенне, Эрнст Якоб
Эрнст Якоб Хенне (нем. Ernst Jakob Henne; 1904—2005) — немецкий мото- и автогонщик.

## Биография

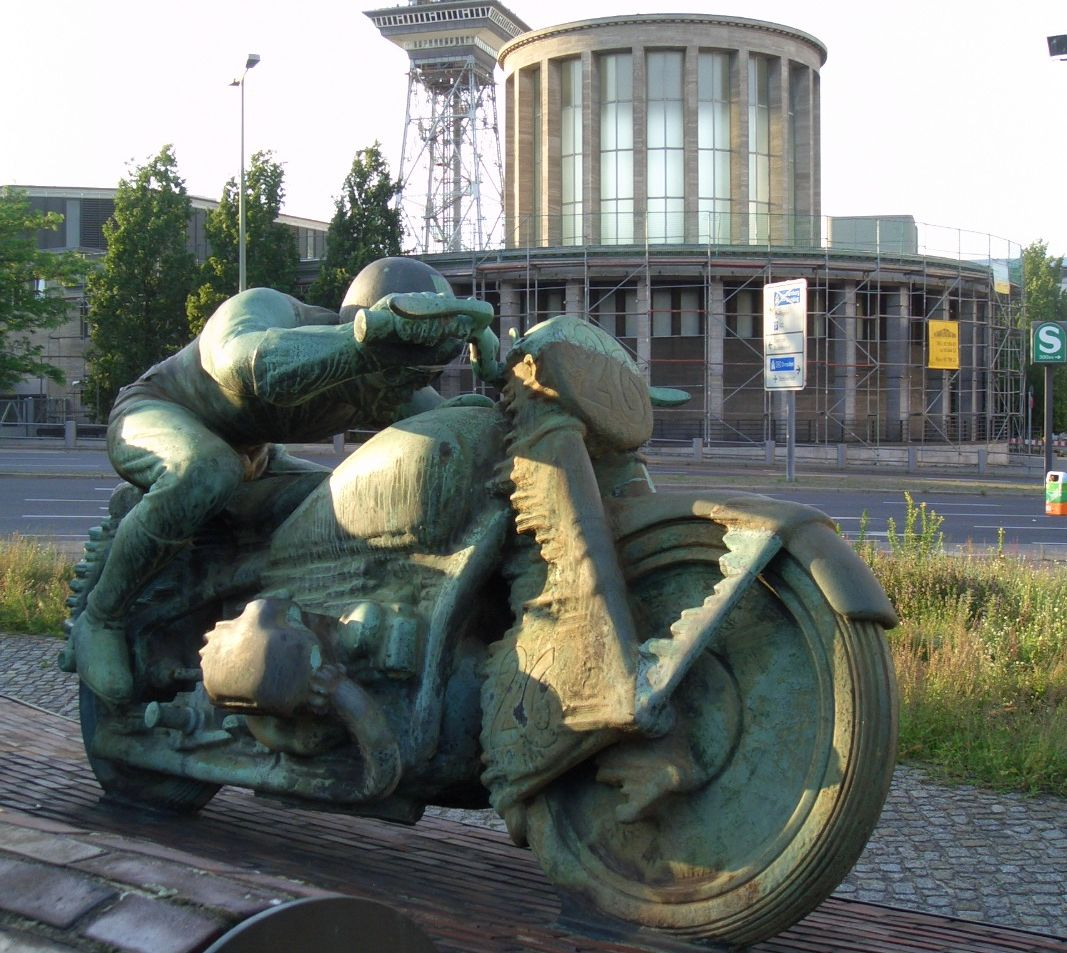
Памятник Эрнсту Хенне в Берлине, скульптор Макс Эссер

Родился 22 февраля 1904 года в Вайлер-Зиммерберге (Германия), в семье ремесленника, изготавливавшего сёдла.
С 1919 года Эрнст учился на механика по обслуживанию автомобилей. Увлёкся спортом и начал участвовать в мотогонках. Впервые выступил в 1923 году в городе Мюльдорф, заняв третье место на мотоцикле марки Megola в своей дебютной гонке. В 1925 году выступал на Гран-при в Монце (англ. Monza Grand Prix), это было его первое международное выступление, где Хенне занял шестое место в классе мотоциклов 350 cc. Затем работал в команде BMW — в 1926 году стал чемпионом Германии в классе 500 cc, в 1927 году — чемпионом Германии в классе 750 cc, был победителем гонки Targa Florio на Сицилии в 1928 году.
Эрнст Хенне стал одним из самых успешных немецких мотогонщиков. Начиная с 1929 года он был автором рекордных скоростей на мотоциклах BMW класса 500 cc и 750 cc, установив с 1929 по 1937 годы в общей сложности 76 рекордов Германии. Его последним рекордом была скорость, установленная 28 ноября 1937 года — 279,5 км/ч (173,7 миль/ч) на мотоцикле класса 500 cc; этот рекорд продержался 14 лет. Хенне был членом немецкой команды, участвующей в соревнованиях International Six Days Enduro, и побеждавшей в 1933, 1934 и 1935 годах. Кроме этого, он участвовал и в автогонках, победив на спортивном автомобиле BMW 328 двухлитрового класса в гонке Eifelrennen в 1936 году.
Получив в 1932 году лицензию пилота, Хенне был призван в Люфтваффе во время Второй мировой войны, но был признан негодным к службе из-за травм и переломов, полученных во время своей гоночной карьеры. После войны работал в Mercedes-Benz. В 1991 году он основал фонд своего имени для помощи невинным случайным жертвам.
С 1996 года и до своей смерти жил с женой на Канарских островах. Умер 23 мая 2005 года на острове Гран-Канария, Испания.